# Patrick Robinson
Patrick Robinson, brittisk författare född 21 januari 1940.

### Skönlitteratur

#### Serien med Arnold Morgan
- Nimitz Class  (1997). Den enda boken i serien som finns översatt till Svenska.
- Kilo Class (1998)
- H.M.S. Unseen (1999)
- USS Seawolf (2000)
- The Shark Mutiny (2001)
- Barracuda 945 (2003)
- Scimitar SL-2 (2004)
- Hunter Killer (2005)
- Ghost Force (2006)
- To the Death (2008)

#### Övriga
- Slider (2002)

### Facklitteratur
- Classic Lines
- The Golden Post
- Horse Trader
- Decade of Champions
- Born to Win
- True Blue: Oxford Boat Race Mutiny (med Dan Topolski)
- One Hundred Days